# Lundellianthus jaliscensis
Lundellianthus jaliscensis là một loài thực vật có hoa trong họ Cúc. Loài này được (McVaugh) Strother mô tả khoa học đầu tiên năm 1989.